# Slaget om Tulagi og Gavutu-Tanambogo
Slaget om Tulagi og Gavutu-Tanambogo var et landslag i Stillehavskrigen under 2. verdenskrig mellem styrker fra den kejserlige japanske flåde og Vestallierede landstyrker (fortrinsvis det amerikanske marinekorps). Det blev udkæmpet 7. – 9. august 1942 på Salomonøerne i den indledende fase af slaget om Guadalcanal.
I slaget lykkedes det amerikanske marinesoldater under generalmajor Alexander Vandegrifts overkommando at gå i land og erobre øerne Tulagi, Gavutu og Tanambogo hvor den japanske flåde havde opført en flåde- og flyvebådsbase. Landgangen mødte kraftig modstand fra tropper fra den japanske flåde, som selv om de var underlegne i antal og ildkraft kæmpede og døde næsten til sidste mand.
Samtidig med landsætningerne på Tulagi og Gavutu–Tanambogo fandt sted gik allierede tropper også i land på den nærliggende ø Guadalcanal med det formål at erobre en flyveplads, som var under etablering af japanske styrker. I modsætning til de voldsomme kampe på Tulagi og Gavutu, mødte landsætningerne på Guadalcanal stort set ingen modstand. Landgangene på Tulagi og Guadalcanal udløste det seks måneder lange slag om Guadalcanal mellem allierede og japanske styrker i Salomonøerne.

## Baggrund
Den 7. december 1941, angreb japanerne den amerikanske stillehavsflåde i Pearl Harbor på Hawaii, hvilket bragte de to lande i krig med hinanden. Angrebet ødelagde mange af de amerikanske slagskibe. Det første mål for de japanske ledere var at sætte den amerikanske flåde ud af spillet, erobre område med mange naturressourcer og etablere strategiske baser, som kunne forsvare det japanske imperium i Asien og Stillehavet. For at opnå disse mål angreb og erobrede japanske styrker Filippinerne, Thailand, Malaya, Singapore, Hollandsk Ostindien, Wake Island, Gilbert-øerne, New Britain og Guam.
To forsøg fra japansk side på at udvide deres forsvarsring i det sydlige og centrale Stillehav blev forpurret i slagene i Koralhavet (maj 1942) og ved Midway (juni 1942). Disse to strategiske sejre for del allierede gav dem en mulighed for at tage initiativet og indlede en offensiv mod japanerne et sted i Stillehavet. De allierede valgte Salomonøerne, nærmere bestemt de sydlige Salomonøer Guadalcanal, Tulagi og Floridaøerne, som stedet for deres første offensiv.
Som led i Operation Mo, som førte til slaget i Koralhavet sendte den japanske flåde tropper af sted for at besætte Tulagi og omkringliggende øer i den sydlige del af Salomonøerne. Disse tropper, som fortrinsvis tilhørte 3. specielle flådelandgangsstyrke, besatte Tulagi den 3. maj 1942 og opførte en base til flyvebåde, optankning af skibe og kommunikation på Tulagi og de nærliggende øer Gavutu, Tanambogo og Floridaøerne. Basen blev hurtigt fuldt operativ. De allierede, som var fuldt ud klar over hvad japanerne foretog sig på Tulagi, blev yderligere bekymrede i begyndelsen af juli 1942 da den japanske flåde begyndte at bygge en stor flyveplads nær Lunga Point på den nærliggende ø Guadalcanal. I august 1942 havde japanerne omkring 900 mand på Tulagi og de omkringliggende øer og 2.800 – hvoraf mange var koreanske og japanske bygningsspecialister – på Guadalcanal. Når flyvepladsen var færdig ville den kunne beskytte Japans store base ved Rabaul, true de allieredes forsynings- og kommunikationslinjer og etablere et opmarchområde for senere offensive operationer mod Fiji, Ny Kaledonien og Samoa (Operation FS).
De allieredes plan om at angribe de sydlige Salomonøer blev udtænkt af den amerikanske flådes øverstkommanderende, admiral Ernest King. Han foreslog at gennemføre denne offensiv for at forhindre japanerne i at bruge de sydlige Salomonøer som base til at true forsyningsruterne mellem USA og Australien og at bruge dem som udgangspunkt for et felttog med det mål at erobre eller neutralisere den store japanske base ved Rabaul samtidig med at det støttede det allierede felttog på Ny Guinea, med det ultimative mål at åbne vejen for amerikanerne til at generobre Filippinerne. Den amerikanske admiral Chester Nimitz — de allierede øverstkommanderende i Stilehavet — etablerede et Operationsområde for det sydlige Stillehav, som fik den amerikanske viceadmiral Robert L. Ghormley som øverstkommanderende, til at lede den allierede offensiv i Salomonøerne.
Som led i forberedelsen af offensiven fik den amerikanske generalmajor Alexander Vandegrift i maj 1942 ordre til at flytte sin 1. marinedivision fra USA til New Zealand. Andre allierede land-, flåde- og luftstyrker blev sendt af sted for at etablere baser på Fiji, Samoa og Ny Kaledonien. Espiritu Santo i Ny Hebriderne blev udvalgt som hovedkvarter og hovedbase for den kommende offensiv, der fik kodenavnet Operation Watchtower og var planlagt til at begynde den 7. august 1942. I begyndelsen var det kun meningen at den allierede offensiv skulle omfatte Tulagi og Santa Cruz-øerne og springe over Guadalcanal; men efter at allierede rekognosceringsfly opdagede den japanske flyveplads, som var under opførelse på Guadalcanal, blev erobring af flyvepladsen tilføjet til planen og operationen mod Santa Cruz blev opgivet.
Den allierede ekspeditionsstyrke omfattede 75 krigsskibe og transportskibe og havde skibe fra både USA og Australien. Den samledes ved Fiji den 26. juli og gennemførte en prøvelandgang inden afsejlingen til Guadalcanal den 31. juli. Vandegrift var den øverste chef for de 16.000 allierede landstyrker, som var involveret i landgangene og havde personlig kommandoen over angrebet på Guadalcanal. Brigadegeneral William H. Rupertus fik kommandoen over de 3.000 marinesoldater, som skulle gå i land på Tulagi og de omkringliggende øer. Han styrede operationen fra transportskibet USS Neville.

### Optakt til slaget
Dårligt vejr betød at den allierede ekspeditionsstyrke ikke blev opdaget før den nåede til Guadalcanal om morgenen den 7. august. Japanerne opfangede radiotrafikken fra invasionsstyrken og forberedte sig på at sende spejderfly op ved daggry. Landgangsstyrkens skibe delte sig i to grupper, hvoraf den ene skulle deltage i angrebet på Guadalcanal, mens den anden angreb Tulagi, Florida og Gavutu–Tanambogo. Fly fra det amerikanske hangarskib USS Wasp
gennemførte styrtbombeangreb mod japanske installationer på Tulagi, Gavutu, Tanambogo og Florida og beskød og ødelagde 15 japanske flyvebåde, som lå forankret nær øerne. Adskillige af flyvebådene var ved at opvarme deres maskiner som forberedelse til start og gik tabt sammen med deres besætninger og mange af deres flymekanikere.
Krydseren USS San Juan og destroyerne USS Monssen og Buchanan bombarderede de planlagde landgangssteder på Floridaøerne. For at dække angrebene på Tulagi, Gavutu og Tanambogo gik amerikanske marinesoldater fra 1. bataljon af 2. marineregiment i land på Floridaøerne uden at møde modstand kl. 7.40. De blev ledt frem til deres mål af adskillige australiere, såsom løjtnant Frank Stackpool (senere kaptajn i British Solomon Islands Protectorate Defence Force), som kendte til Tulagi-Florida området efter tidligere at have boet og arbejdet der.

## Slaget om Tulagi
Klokken 8.00 gik to bataljoner af marinesoldater under oberstløjtnant Merritt A. Edson (Edson's Raiders) og 2. bataljon af 5. marineregiment i land omkring midten af vestkysten af Tulagi uden at møde modstand. Koralbund nær stranden forhindrede landgangsbådene i at nå helt ind til stranden, men marinesoldaterne kunne vade de sidste 100 meter i land uden at blive generet af japanerne, som tilsyneladende blev overrasket af landgangen og endnu ikke havde fået organiseret modstanden. På dette tidspunkt telegraferede den japanske enhed, som tilhørte Yokohama luftflåden til deres chef i Rabaul kontreadmiral Sadayoshi Yamada at de var under angreb, var i færd med at ødelægge deres udstyr og papirer og sluttede med at skrive: "Fjendens troppestyrke er overvældende, vi vil forsvare os til sidste mand". Chefen for tropperne fra 3. special flådelandgangsstyrke, Masaaki Suzuki, gav sine tropper ordre til at gå i de forberedte forsvarsstillinger på Tulagi and Gavutu.
Soldater fra 2. bataljon af 5. marineregiment erobrede den nordvestlige del af Tulagi uden at møde modstand, og sluttede sig herefter til Edson's Raiders i deres fremrykning mod den sydøstlige del af øen. Marinesoldaterne rykkede frem mod sydøst hele dagen mens de nedkæmpede nogle få isolerede japanske modstandslommer. Omkring middag flyttede Suzuki sin hovedforsvarsstyrke til en linje på en bakke kaldet Hill 281 (Hill 280 i nogle kilder) 9°6′26″S 160°8′56″Ø / 9.10722°S 160.14889°Ø af de amerikanske styrker (svarende til bakkens højde i fod)
— og en nærliggende slugt i den sydøstlige ende af øen. Den japanske forsvarsstilling indeholdt dusinvis af huler, som var gravet ind i bakkens kalkstensklipper og maskingeværreder beskyttet af sandsække. Marinesoldaterne nåede frem til disse forsvarsstillinger ved solnedgang, og da det stod klart for dem, at de ikke havde tilstrækkeligt dagslys til at gennemføre et angreb, gravede de sig stillinger til natten.
I løbet af natten angreb japanerne marineinfanteriets linjer fem gange fra kl. 22.30. Angrebene var frontale angreb foruden små gruppers forsøg på at infiltrere i retning af Edsons kommandopost, som til tider førte nærkamp med marinesoldaterne. Det lykkedes for japanerne at bryde gennem marinekorpsets linje og erobre et maskingevær, men de blev slået tilbage kort efter. Efter at have lidt flere tab holdt marinekorpsets linje stand i resten af natten. Japanerne led store tab under angrebene. I løbet af natten dræbte én marinesoldat — Edward H. Ahrens — 13 japanere, som angreb hans stilling inden han selv blev dræbt. Marinesoldat Pete Sparacino, som var til stede under slaget, beskrev de japanske angreb, som fandt sted om natten således:
"...det blev helt mørkt. Der var bevægelse mod fronten...man kunne høre dem snakke. Så fandt fjenden et hul og begyndte at løbe gennem åbningen. Hullet blev lukket da en anden patrulje lukkede leddet. Nogle japanerne havde mavet sig frem til 18 meter fra (Frank) Guidones patrulje. Frank begyndte at kaste granater fra en liggende stilling. Hans granater sprang 13 meter fra vores stilling og vi måtte dukke os når de eksploderede. Fjenden var over det hele. Det var brutalt og dødeligt. Vi måtte være forsigtige med ikke at dræbe vore kammerater. Vi var trætte, men måtte holde os vågne eller dø."
Ved daggry den 8. august skød og dræbte 6 japanske infiltratorer, som havde gemt sig under verandaen i det tidligere britiske kolonihovedkvarter, 3 marinesoldater. I løbet af fem minutter havde andre marinesoldater dræbt de 6 japanere med granater. Senere samme morgen omringede marinesoldaterne Hill 281 og slugten efter at de havde fået forstærkninger i form af 2. bataljon af 2. marineregiment, og begyndte at beskyde de japanske stillinger med morterer hele formiddagen. Herefter angreb de de to stillinger mens de brugte improviserede sprængladninger til at dræbe de japanske forsvarer, som lå i dækning i de mange huler og kampstillinger på bakken og i slugten. Ved hjælp af de improviserede sprængladninger blev hver enkelt japansk kampstilling ødelagt.
Det meste af den japanske modstand sluttede om eftermiddagen, om en nogle få omstrejfere blev fundet og dræbt i løbet af de følgende dage. I slaget om Tulagi blev 307 japanere og 45 amerikanere dræbt. Tre japanske soldater blev taget til fange.

## Slaget om Gavutu–Tanambogo
De nærliggende småøer Gavutu og Tanambogo husede den japanske flyvebådsbase foruden 536 japanske tropper fra Yokohama luftgruppen og 3. særlige flådelandgangsstyrke samt civile koreanske og japanske teknikere og arbejdere fra 14. konstruktionsenhed. De to småøer var i realiteten toppen af koralrev og var begge omkring 42 meter høje og forbundet med en 500 meter lang dæmningsvej. Bakkerne på Gavutu og Tanambogo blev kaldt Hill 148 og Hill 121 af amerikanerne med henvisning til deres højde i fod. Japanerne var vel forskansede på begge de to øer i bunkers og huler som var bygget på og i de to bakker. Styrkerne på de to øer kunne også støtte hinanden, da de var indenfor rækkevidde af maskingeværer. Amerikanerne troede fejlagtigt, at de to småøer kun havde en garnison på 200 marinesoldater og bygningsarbejdere.
Klokken 12 den 7. august blev Gavutu angrebet af marinekorpsets 1. faldskærmsbataljon, der bestod af 397 mand. Tidspunktet var valgt fordi der ikke var tilstrækkelig mange fly til at dække angrebet på Guadalcanal, Tulagi og Gavutu på samme tid. Det forudgående flådebombardement havde beskadiget flyvebådenes rampe, så flådens landgangsfartøjer måtte landsætte marinesoldaterne på et mere udsat sted ved en nærliggende strand 9°6′53.30″S 160°11′19.20″Ø / 9.1148056°S 160.1886667°Ø. Japanske maskingeværer begyndte straks at forårsage store tab idet de dræbte eller sårede hver tiende marinesoldat mens de hastede ind i landet i et forsøg på at slippe ud af krydsilden fra de to småøer.
Overlevende marinesoldater opstillede to M1919 Browning maskingeværer, som leverede undertrykkende ild mod hulerne på Gavutu, hvilket gjorde det muligt for flere marinesoldater at trænge ind i landet fra landgangsområdet.
Mens de søgte dækning blev marinesoldaterne spredt og blev hurtigt låst fast. Kaptajn George Stallings – bataljonens operationsofficer – gav marinesoldaterne ordre til at beskyde de japanske stillinger på Tanambogo med maskingeværer og morterer. Kort efter nedkastede amerikanske styrtbombefly adskillige bomber på Tanambogo hvilket reducerede omfanget af beskydning derfra.
Efter omkring to timer nåede marinesoldaterne frem til og klatrede op på toppen af Hill 148. Fra toppen af arbejdede de sig nedad og ryddede de japanske kampstillinger på bakken, hvor af de fleste stadig var tilbage, med sprængladninger, håndgranater og nærkamp. Fra toppen af bakken kunne marinesoldaterne også forøge beskydningen af Tanambogo. Marinebataljonens chef sendte en anmodning til general Rupertus om forstærkninger inden man forsøgte at angribe Tanambogo.
Hovedparten af de 240 japanske forsvarere på Tanambogo var flybesætninger og vedligeholdelsespersonale fra Yokohama luftgruppen. Rupertus afsendte et kompagni marinesoldater fra 1. bataljon af 2. marineregiment på Floridaøerne
til at hjælpe med at angribe Tanambogo på trods af at hans stab havde sagt at et kompagni ikke var nok. I den fejlagtige tro, at Tananbogo kun var let forsvaret forsøgte dette kompagni et amfibieangreb direkte mod Tanambogo kort efter at natten faldt på den 7. august. Oplyst af brande, som var blevet udløst af det amerikanske flådebombardement mod øen, blev de fem landgangsbåde med marinesoldater ramt af tung ild da de nærmede sig stranden, og mange besætningsmedlemmer blev dræbt eller såret ligesom tre af de fem både blev alvorligt beskadiget. Da han kunne se, at stillingen ikke kunne holdes gav kompagnichefen ordre til at de resterende både skulle sejle væk med de sårede og han og 12 mand, som allerede var gået i land løb over dæmningsvejen for at komme i dækning på. Japanerne på Tanambogo havde 10 dræbte i dagens kampe.
I løbet af natten mens japanerne gennemførte isolerede angreb på marinesoldaterne på Gavutu under dække af kraftige tordenbyger, forberedte Vandegrift afsendelsen af forstærkninger til at hjælpe til i angrebet på Tanambogo. 3. bataljon af 2. marineregiment, som stadig lå på skibe ud for Guadalcanal, fik besked på at forberede sig på at angribe Tanambogo den 8. august.
3. bataljon begyndte at gå i land på Gavutu kl. 10 den 8. august hjalp til med at nedkæmpe de resterende japanske stillinger på denne ø, hvilket fra afsluttet kl. 12. Derpå forberedte 2. bataljon sig på at angribe Tanambogo. Marineinfanteriet på Gavutu leverede dækningsild til angrebet. Som forberedelse på angrebet blev der anmodet om støtte fra styrtbombefly fra hangarskibe og beskydning fra flåden. Efter at hangarskibsflyene to gange havde ramt bomber på amerikanske stillinger på Gavutu og dræbt fire, blev yderligere bistand fra hangarskibsflyene aflyst. San Juan derimod beskød den rette ø og bombarderede Tanambogo i 30 minutter. Marinekorpsets angreb begyndte kl. 16.15. Der blev både brugt landgangsbåde og angrebet hen over dæmningsvejen og med hjælp fra to lette kampvogne begyndte marinesoldaterne at nærme sig de japanske stillinger. En af kampvognene, som kom til at hænge fast på en stub og blev isoleret fra sin infanteristøtte blev omringet af en "ophidset mob" af omkring 50 japanske flyvere. Japanerne satte ild til kampvognen og dræbte 2 af besætningen og bankede de andre to besætningsmedlemmer alvorligt inden hovedparten af dem blev dræbt af riffelild fra marinesoldater. Marinesoldaterne talte senere 42 dræbte japanere omkring den udbrændte kampvogn, herunder ligene af lederen af Yokohama enheden og adskillige flyvebådspiloter. En af de overlevende japanere fra angrebet fortalte: jeg husker at se min officer orlogskaptajn Saburo Katsuta oppe på kampvognen. Det var sidste gang jeg så ham".
I løbet af dagen sprængte marinesoldaterne metodisk grotterne og havde ødelagt de fleste kl. 21. De få overlevende japanere gennemførte isolerede angreb i løbet af natten med tilfælde af nærkamp. Ved middagstid den 9. august var al japansk modstand på Tanambogo ophørt. I slaget om Gavutu og Tanambogo blev 476 japanere og 70 amerikanere dræbt. Af de 20 japanske fanger, som blev tager var hovedparten faktisk koreanske arbejdere, som tilhørte den japanske konstruktionsenhed.

## Landgangen på Guadalcanal
I modsætning til Tulagi, Gavutu og Tanambogo stødte landgangen på Guadalcanal på langt mindre modstand. Klokken 9.10 den 7. august gik general Vandegrift og 11.000 marinesoldater i land på Guadalcanal mellem Koli Point og Lunga Point.
Mens de rykkede mod Lunga Point stødte de ikke på modstand bortset fra sammenfiltret regnskov, og gjorde holdt for natten omkring 1.000 meter fra flyvepladsen ved Lunga Point. Den næste dag rykkede marinesoldaterne hele vejen til Lungafloden. De stødte kun på lidt modstand og sikre sig sig flyvepladsen kl. 16. Den japanske flådes konstruktionsenheder havde opgivet området ved flyvepladsen og havde efterladt fødevarer, forsyninger og funktionsdueligt kommunikationsudstyr og køretøjer.

## Efterspil
Under slaget undslap omkring 80 japanere fra Tulagi og Gavutu–Tanambogo ved at svømme til Floridaerne. De blev imidlertid alle opsporet og dræbt af patruljer fra marinekorpset og Salomonøernes britiske forsvarsstyrke i løbet af de følgende to måneder.
De allierede omdannede hurtigt ankerpladsen, en af de fineste naturlige havne i det sydlige Stillehav, til en flådebase og optankningsstation. Under felttogene på Guadalcanal og Salomonøerne fungerede Tulagi som en vigtig base for allierede flådeoperationer. Da japanerne havde kontrollen over de omkringliggende farvande om natten under hele slaget om Guadalcanal valgte alle allierede skibe, som ikke kunne forlade området inden natten af søge tilflugt i havnen på Tulagi. Allierede skibe, som blev beskadiget under søslagene mellem august og december i nærheden af Guadalcanal søgte som regel til havnen på Tulagi for at gennemføre midlertidige reparationer inden de sejlede til havne i bagområderne for at gennemgå egentlige reparationsarbejder.
Senere i felttoget blev Tulagi også base for amerikanske patruljebåde, som forsøgte at opsnappe japanske "Tokyo Express" missioner, som skulle bringe forsyninger og forstærkninger til japanerne på Guadalcanal. Bortset fra nogle tropper, som blev efterlade til at bygge, bevogte, betjene og forsvare basen på Tulagi blev hovedparten af de tropper, som havde deltaget i angrebet på Tulagi og de omliggende øer snart overført til Guadalcanal for at hjælpe til i forsvaret af flyvepladsen, som senere fik navnet Henderson Field af de allierede styrker, ved Lunga Point, for det var på Guadalcanal at alle de senere afgørende landslag under slaget om Guadalcanal blev udkæmpet.

## Eksterne kilder
- Anderson, Charles R. (1993). "GUADALCANAL" (brochure). U.S. GOVERNMENT PRINTING OFFICE. Hentet 2006-07-09.
- Cagney, James (2005). "The Battle for Guadalcanal". HistoryAnimated.com. Arkiveret fra originalen (javascript) 26. maj 2012. Hentet 2006-05-17.- Interactive animation of the battle
- Chen, C. Peter (2004-2006). "Guadalcanal Campaign". World War II Database. Hentet 2006-05-17.
- Craven, Wesley Frank; James Lea Cate. "Vol. IV, The Pacific: Guadalcanal to Saipan, August 1942 to July 1944". The Army Air Forces in World War II. U.S. Office of Air Force History. Hentet 2006-10-20.
- Flahavin, Peter (2004). "Guadalcanal Battle Sites, 1942–2004". Hentet 2006-08-02.- Web site with many pictures of Guadalcanal battle sites from 1942 and how they look now.
- Hoffman, Jon T. (1995). "FROM MAKIN TO BOUGAINVILLE: Marine Raiders in the Pacific War" (brochure). WORLD WAR II COMMEMORATIVE SERIES. Marine Corps Historical Center. Hentet 2006-08-29.
- Hoffman, Jon T. "SILK CHUTES AND HARD FIGHTING: US. Marine Corps Parachute Units in World War II: Rendezvous at Gavutu". Commemorative series. Marine Corps History and Museums Division. s. 1. Arkiveret fra originalen 29. december 2006. Hentet 2006-12-26.
- Hough, Frank O.; Ludwig, Verle E.; Shaw, Henry I., Jr. "Pearl Harbor to Guadalcanal". History of U.S. Marine Corps Operations in World War II. Hentet 2006-05-16.
- Miller, John Jr. (1949). "GUADALCANAL: THE FIRST OFFENSIVE". UNITED STATES ARMY IN WORLD WAR II. Hentet 2006-07-04.
- Shaw, Henry I. (1992). "First Offensive: The Marine Campaign For Guadalcanal". Marines in World War II Commemorative Series. Hentet 2006-07-25.
- Zimmerman, John L. (1949). "The Guadalcanal Campaign". Marines in World War II Historical Monograph. Hentet 2006-07-04.